# فيتالي بوبوف
فيتالي بوبوف (بالروسية: Попов, Виталий Дмитриевич)‏ هو لاعب هوكي الجليد روسي، ولد في 7 أغسطس 1992 في مغنيتاغورسك في روسيا.

## وصلات خارجية
- فيتالي بوبوف على موقع دوري الهوكي للقارات (الإنجليزية)
- فيتالي بوبوف على موقع EliteProspects.com (الإنجليزية)
- فيتالي بوبوف على موقع HockeyDB.com (الإنجليزية)